# Susan Sirma
Susan Sirma (ur. 26 maja 1966) – kenijska lekkoatletka specjalizująca się w biegach średnio i długodystansowych, dwukrotna uczestniczka letnich igrzysk olimpijskich (Seul 1988, Barcelona 1992). Sukcesy odnosiła również w biegach przełajowych.

## Sukcesy sportowe
- dwukrotna mistrzyni Kenii w biegu na 1500 m – 1986, 1988
- mistrzyni Kenii w biegu na 3000 m – 1988
- mistrzyni Kenii w biegu na 5000 m – 1986[1]
- I miejsce w IAAF World Cross Challenge – sezon 1990/91[2]

| Rok  | Miasto    | Zawody                                     | Konkurencja                      | Wynik                     |
| ---- | --------- | ------------------------------------------ | -------------------------------- | ------------------------- |
| 1983 | Jinja     | Mistrzostwa Afryki Wschodniej i Centralnej | bieg na 1500 m                   | złoty medal               |
| 1987 | Nairobi   | Igrzyska afrykańskie                       | bieg na 3000 m bieg na 1500 m    | złoty medal srebrny medal |
| 1986 | Nairobi   | Mistrzostwa Afryki Wschodniej i Centralnej | bieg na 5000 m                   | złoty medal               |
| 1988 | Nairobi   | Mistrzostwa Afryki Wschodniej i Centralnej | bieg na 1500 m                   | złoty medal               |
| 1991 | Kair      | Igrzyska afrykańskie                       | bieg na 3000 m bieg na 1500 m    | złoty medal               |
| 1991 | Tokio     | Mistrzostwa świata                         | bieg na 3000 m bieg na 1500 m    | brązowy medal 7. miejsce  |
| 1991 | Antwerpia | Mistrzostwa świata w biegach przełajowych  | bieg drużynowy bieg indywidualny | złoty medal 7. miejsce    |
| 1992 | Boston    | Mistrzostwa świata w biegach przełajowych  | bieg drużynowy bieg indywidualny | złoty medal 9. miejsce    |

## Rekordy życiowe
- bieg na 1500 metrów – 4:04,94 – Tokio 29/08/1991
- bieg na 3000 metrów – 8:39,41 – Tokio 26/08/1991
- bieg na 5000 metrów – 15:03,52 – Berlin 10/09/1991